# Dipartimento dell'Ems Orientale
Dipartimento dell'Ems Occidentale era il nome di un dipartimento del Primo Impero francese, situato nell'attuale Germania. Il nome era dovuto al fatto che si affacciava sulla riva orientale del tratto terminale del fiume Ems. Si stima che nel 1813 avesse 128 200 abitanti. Fu suddiviso negli arrondissement di Aurich, Emden e Esens.

## Storia
Fu creato il 1º gennaio 1811, in seguito all'annessione del Regno d'Olanda da parte della Francia; il capoluogo era Aurich.
Il dipartimento fu eliminato con la costituzione del Regno di Hannover dopo la sconfitta di Napoleone nel 1814. Il territorio dell'ex dipartimento corrisponde approssimativamente ai circondari di Aurich, Leer e Wittmund, e alla città extracircondariale di Emden nello stato federato della Bassa Sassonia.